# 디지털 월드
디지털 월드는 디지털 몬스터에 등장하는 가공의 세계를 가리킨다. 넓은 의미로 전뇌세계그 자체를, 좁은 의미로 그곳에 존재하는 혹성과 같은 구체의 세계를 가리킨다.

## 디지털 월드
디지털 월드에는 우리가 사는 지구와 똑같이 대륙과 바다가 존재한다.

### 지리
- 파일 섬
- 웹 섬
- 네트워크의 바다
- 폴더 대륙
- WWW 대륙
- 서버 대륙
- 디렉토리 대륙

## NEW 디지털 월드
펜들럼X의 배경스토리 "디지몬 크로니클"에 등장한다.
- 우르드 터미널
- 벨 산디 터미널
- 스크루드 터미널

## 애니메이션에서의 취급
설정 상으로는 네트워크 속 세상이지만, 디지몬 어드벤처와 같은 애니메이션에서는 현실세계의 컴퓨터를 통해서 갈 수 있는 다른 이세계로 표현된다.
각 애니메이션 시리즈마다 조금씩 다른 모습을 취하고 있지만 전혀 다른 세계라기보다는 다른 시기, 다른 지역이라고 할 수 있다.